# Liste des nations daces, gètes et thraces
Voir aussi: Dacie.
Les tribus Daces, Gètes ou Thraces vivant durant l'Antiquité en Dacie sont :
| - Agriens - Albocenses - Alètes - Ansamenses - Appiarenses - Apules - Apsinthes - Arsiètes - Artaces - Astiens - Ausdecenses (Usdecenses) - Bébryces - Bènes - Bérécynthes - Besses - Bettegères - Bièphes - Bisaltes - Bistones - Bythinibottiens - Briantes (Priantes) - Brises (ou Briges) - Bures (ou Buridavenses) | - Cænes - Carpiens (ou Carpodaces) - Caucœnses - Célégerres - Ciagises - Cicones - Coïlalètes - Coralles - Corpiles - Costoboces - Cotenses - Crestones - Crobyzes - Crusiens - Danthélètes - Darses - Derrones - Digerres - Dimenses - Diobesses - Dioïens - Dolonses (Dolonges) - Droses - Drugères - Édones - Harpes - Hypsalthes | - Laïes - Mædobithyniens - Mœsiens (ou Mysiens) - Mygdones - Napéïens - Nipsaïens (ou Tranipsiens) - Obulenses - Odomantes - Odryses - Oïnenses (ou Vinenses) - Oïtenses - Olizones - Orresces - Paioples - Païtes - Panaïes - Pèles - Piarenses - Piéphiges - Piengetes - Pières - Pirogeres - Pliastes - Potulatenses - Predavenses - Ratacenses (ou Racatenses) - Rondales | - Saboces - Saces - Saldenses - Sapéens - Sargètes - Satres - Senses - Serdes - Sienses - Sigines - Sindes - Singiens - Sithones - Sucéens - Tagres - Terizes - Thunates - Tilates - Tines - Trauses - Trères - Triballes - Tyntènes - Tyragètes - Utiens - Zaïèles - Zabaléons - Zéranes |

Certains de ces noms sont peut-être synonymes, et d'autres comme les Odryses, les Triballes ou les Tyragètes désignent probablement des confédérations ; les plus importantes, dans l'état actuel de nos connaissances, sont :
- les Apules (Apuli).
- les Bures (Buri), ayant pour capitale Buridava (actuelle Ocnele Mari en Olténie).
- les Carpes (Carpi), Daces libres, en actuelle Moldavie, auxquels on doit le nom des Carpates.
- les Costoboces (Costoboci), au nord de la Dacie romaine, libres au début, sous influence romaine ensuite.
- les Odryses, qui formèrent un important royaume en Thrace.
- les Pèles (Peli), ayant pour capitale Pelendava (actuelle Craiova en Olténie).
- les Suciens (Suci), ayant pour capitale Sucidava (actuelle Corabia en Olténie).
- les Triballes, qui tinrent tête aux Macédoniens en Mésie.
- les Tyragètes (Tyragetoi).